# 井上清和
井上 清和（いのうえ きよかず、1952年1月2日 - ）は、日本の元俳優、スーツアクター。ジャパンアクションクラブに所属していた。

## 出演作品

### テレビドラマ

#### NHK
- 大河ドラマ / 信長 KING OF ZIPANGU 第22話「美濃攻略」・第36話「浅井朝倉攻め」（1992年）

#### 日本テレビ
- 太陽にほえろ! 第539話「襲撃」（1983年）
- セーラー服反逆同盟 第7話「危ない少年仕掛人!」（1986年）
- 火曜サスペンス劇場 / 松本清張スペシャル・影の地帯（1993年）

#### TBS
- 赤い絆（1978年）
- 噂の刑事トミーとマツ
  - 第1シリーズ
    - 第6話「トミーにっこり、マツが死ぬ」（1979年）
    - 第32話「ああ!トミマツの 4回戦ボーイ」（1980年）
    - 第52話「アッ?マツが トミーを射殺した!」（1980年）

  - 第2シリーズ（1982年）
    - 第2話「トミコ大合唱! ムム、なめんなよ」
    - 第33話「ミマツの 「喜劇・ターザン拳」」
- ザ・サスペンス / 十津川警部シリーズ（1983年）
  - 第3作「四国連絡特急殺人事件」
  - 第4作「下り特急「富士」〈ラブ・トレイン〉殺人事件」 - 川西勇 役
- 水曜ドラマスペシャル / 恋子の毎日（1986年）
- TBS大型時代劇スペシャル / 徳川家康（1988年）

#### フジテレビ
- 柳生一族の陰謀（1979年）
  - 第18話「沈丁花は殺しの匂い」
  - 第20話「花の吉原で何かが起こる?」
  - 第21話「夕焼けに恨みが残った」
- 服部半蔵 影の軍団
  - 影の軍団II 第12話「あの女を逃がすな!」（1981年） - 赤鬼の丑松 役
  - 影の軍団III 第21話「忍者を狩る美女」（1982年）
  - 影の軍団IV 第12話「地中にうごめく夜の蜘蛛」（1985年）
  - 影の軍団 幕末編 第2話「影なきおんなに御用心」（1985年）
- 傑作 意地悪ばあさん・抱腹絶倒!意地悪ギャグ決定版（1989年）
- 影狩り（1992年）
- 17才-at seventeen-（1994年）

#### テレビ朝日
- ザ・ボディガード 第1話「夕焼けの暗殺者」（1974年）
- ザ★ゴリラ7 第15話「パリより愛をこめて」（1975年）
- 風鈴捕物帳 第13話「雨中に消えた直訴状」（1979年）
- 爆走! ドーベルマン刑事（1980年）
  - 第5話「アレックス・完全犯罪に挑戦!」
  - 第12話「アレックス 零下20度からの脱出」
- 走れ!熱血刑事 第8話「日曜はロックンロール」（1981年）
- 柳生あばれ旅 第22話「娘忍者が燃えた -関-」（1981年）
- ザ・ハングマン（1981年）
  - 第42話「リモコン・ヘリ 空爆処刑」
  - 第46話「熱血 スッポン刑事」
- 長七郎天下ご免! 第96話「紅蓮に哭いたおとこ花」（1981年） - 才次 役
- 木曜ドラマ / ボディーガード（1997年）

#### 東京12チャンネル→テレビ東京
- ザ・スーパーガール
  - 第6話「狙われたリングの女王」（1979年）
  - 第17話「女囚脱獄 復讐に燃えた女体」（1979年）
  - 第29話「全裸殺人 謎のマッサージ師」（1979年）
  - 第44話「夜の手配師 女は月曜に嘘をつく」（1980年）
- ミラクルガール 第9話「女王の乳房を狙え」（1980年）

### テレビ番組
- 600 こちら情報部（1981年、NHK）

### 特撮
- 超神ビビューン 第5話「呼べば答える? 不思議な山彦」（1976年、NET）
- スーパー戦隊シリーズ（NET→ANB→EX）
  - 秘密戦隊ゴレンジャー（1976年 - 1977年）
    - 第75話「真赤な火炎地獄!! ストーブ仮面の陰謀」（1977年） - 団地の住民 役

  - ジャッカー電撃隊（1977年）
  - バトルフィーバーJ（1979年 - 1980年）
  - 電子戦隊デンジマン（1980年 - 1981年）
    - 第13話「割れた虹色の風船」（1980年） - 藤村博士の助手 役

  - 太陽戦隊サンバルカン（1981年 - 1982年）
  - 大戦隊ゴーグルファイブ（1982年 - 1983年）
    - 第16話「レッド! 危機一髪」（1982年） - 海城火力発電所職員

  - 科学戦隊ダイナマン 第28話「人形人間を救え!」（1983年） - 人形殺し屋部隊 役
  - 五星戦隊ダイレンジャー 第28話「総登場だぎゃ!!」（1993年） - 北方天 役
  - 忍者戦隊カクレンジャー
    - 第1話「忍者でござる」 - 第3話「アメリカン忍者」（1994年） - 児雷也 役
    - 第46話「新春まんが地獄」（1995年） - マンガの中の刺客

  - 爆竜戦隊アバレンジャー 第12話「アバレノコギリ、京都を斬る!」、第13話「アバレてチョンマゲ!」（2003年） - 浪人 役
- 透明ドリちゃん 第17話「金色に光る犬」（1977年、ANB） - 作業員 役
- スパイダーマン（1978年 - 1979年、12ch）
- メガロマン（1979年、CX）
- メタルヒーローシリーズ（ANB）
  - 宇宙刑事シャリバン 第51話「赤射・蒸着」（1984年） - カーク 役
  - 特捜エクシードラフト 第33話「炎の黙示録編I」（1992年） - 爆弾ロボット 役
  - ブルースワット 第10話「ザ・ミッション」（1994年） - 河崎の部下 役
- 仮面ライダーBLACK RX 第1話「太陽の子だ! RX」（1988年、MBS） - 通信士 役

### 映画
- サーキットの狼（1977年、東映） - サーキット場の観客 役
- スーパー戦隊シリーズ（東映）
  - ジャッカー電撃隊VSゴレンジャー（1978年）
  - 電子戦隊デンジマン（1980年）
- 戦国自衛隊（1979年、東宝） - 騎馬武者 役
- 忍者武芸帖 百地三太夫（1980年、東映） - 甲賀五忍 役
- 吼えろ鉄拳（1981年、東映） - シャドー甲賀 役
- 燃える勇者（1981年、東映） - 子分 役
- 里見八犬伝（1983年、東映洋画）
- 将軍家光の乱心 激突（1989年、東映）
- リメインズ 美しき勇者たち（1990年、松竹）
- 獅子王たちの最后（1993年、東映）
- みんな〜やってるか!（1995年、日本ヘラルド映画） - 船頭 役
- ガメラ 大怪獣空中決戦（1995年、東宝） - 千鳥丸の船員 役
- 人造人間ハカイダー（1995年、東映） - キヨ 役

### オリジナルビデオ
- 女バトルコップ（1990年、東映ビデオ）

### 舞台
- 酔いどれ公爵（1985年、新宿コマ劇場） - スピンカ 役